# Fosse du Pavé
La fosse du Pavé de la Société Desandrouin-Taffin puis de la Compagnie des mines d'Anzin est un ancien charbonnage du bassin minier du Nord-Pas-de-Calais, situé à Anzin. Ouverte à la suite des avaleresses de la Croix et de la fosse de la Citadelle, la fosse du Pavé commencée en 1733 permet la découverte de la houille grasse à Anzin. Un second puits, le Pavé Sud, est alors entrepris en 1735 et la fosse est exploitée avec succès. Comme les autres puits du secteur, elle est reliée à l'aqueduc des fosses.
Le puits du Pavé Nord est abandonné en 1750. La Compagnie des mines d'Anzin est fondée le 19 novembre 1757 par fusion des intérêts rivaux. La fosse est définitivement abandonnée trois ans plus tard, en 1760. la compagnie se sert des terrains avoisinants pour y installer ses ateliers centraux et ses grands bureaux.
Les puits sont mis en sécurité par un bouchon en béton en 1994 et 1995. Au début du XXIe siècle, Charbonnages de France rematérialise les têtes des puits du Pavé Nord et du Pavé Sud. Fin 2013, la ligne T2 du tramway de Valenciennes passe devant le carreau de fosse et dessert l'arrêt Ateliers centraux. Le carreau de fosse est devenu un parking entouré de boutiques.

## La fosse

### Contexte
Les premiers puits réalisés à Anzin sont les avaleresses de la Croix, une centaine de mètres au nord de la fosse du Pavé, en 1730 ; elles sont abandonnées à la profondeur de 61 mètres deux ans plus tard. En parallèle, la fosse de la Citadelle est ouverte au sud-ouest de Valenciennes, en 1731, et permet la découverte de la houille grasse en 1733, date à laquelle elle est abandonnée.

### Fonçage
Le fonçage d'un puits de 2,40 mètres de diamètre, cuvelé en briques, débute en 1733 sur le territoire d'Anzin, non loin des avaleresses abandonnées l'année précédente. La fosse du Pavé est entreprise sur la concession de Raismes.

### Exploitation
Au bout de dix mois de travaux, la houille est atteinte dans le puits du Pavé à la profondeur de 73 mètres, grâce également à l'intendant du Hainaut Jean Moreau de Séchelles. Cette veine pour ainsi dire verticale est nommée la « Grande Droiteuse »

La fosse du Pavé est, comme les autres, raccordée à l'aqueduc des fosses.

Le puits du Pavé Sud est commencé en 1735, à vingt-cinq mètres au sud-sud-ouest du premier puits, qui est alors rebaptisé puits du Pavé Nord. Comme le premier, le second puits est également cuvelé en briques, mais son diamètre est de 2,50 mètres.
Le puits du Pavé Nord est définitivement abandonné en 1750, sa profondeur est alors de 73 mètres.
La Compagnie des mines d'Anzin est fondée le 19 novembre 1757 par la fusion de la Société de Cernay avec la Société Desandrouin-Taffin et la Société Desandrouin-Cordier. La fosse du Pavé fait donc désormais partie de l'établissement d'Anzin, et de sa subdivision du canton d'Anzin
Le puits du Pavé Sud est définitivement abandonné en 1760, sa profondeur est alors de 182 mètres. Le nombre de recettes et leur profondeur n'est pas connue pour les deux puits.

### Reconversion
En 1994, le puits du Pavé Sud est vidé sur une hauteur de 17 mètres et un bouchon en béton est réalisé sur une hauteur de quinze mètres. Une dalle est posée. L'année suivante, le puits du Pavé Nord est à son tour vidé sur dix mètres, et un bouchon en béton de 9,35 mètres est réalisé. Une dalle est également posée. Aucun des deux puits ne dispose d'un exutoire de décompression.
Au début du XXIe siècle, Charbonnages de France installe une nouvelle dalle sur les têtes des puits du Pavé Nord et Sud. Le BRGM y effectue des inspections chaque année. Une étude de Géodéris révèle que les terrains peu cohérents de surface sont constitués jusqu'à la profondeur de 3,87 mètres de terre végétale et de sable induré. La cote d'ennoyage est estimée à −175 mètres NGF en 2009.
En 2012 et 2013, le carreau de fosse est utilisé comme base de stockage pour le chantier de la ligne 2 du tramway de Valenciennes. La station Ateliers centraux est juste située devant.

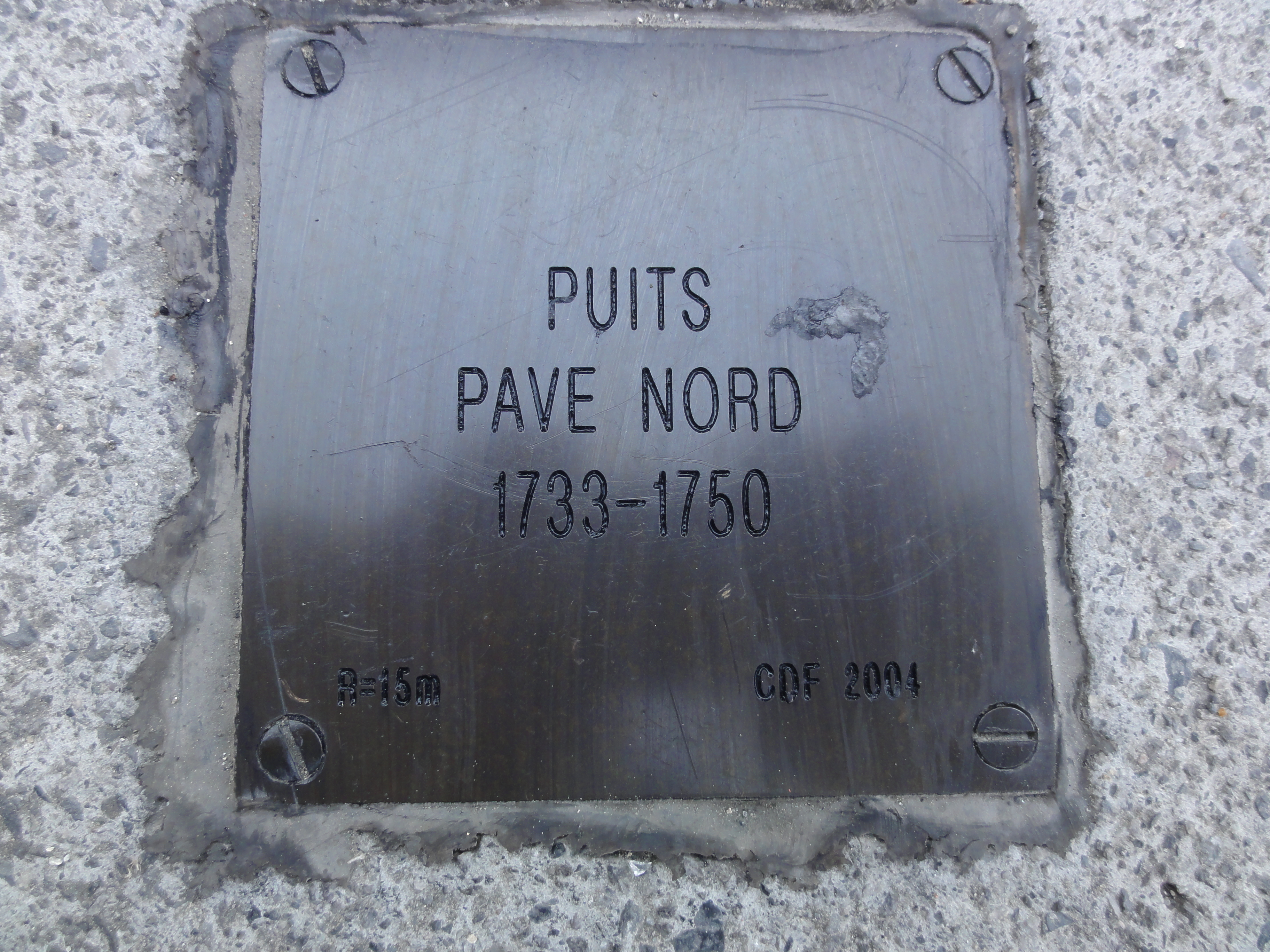
Puits Pavé Nord, 1733-1750.
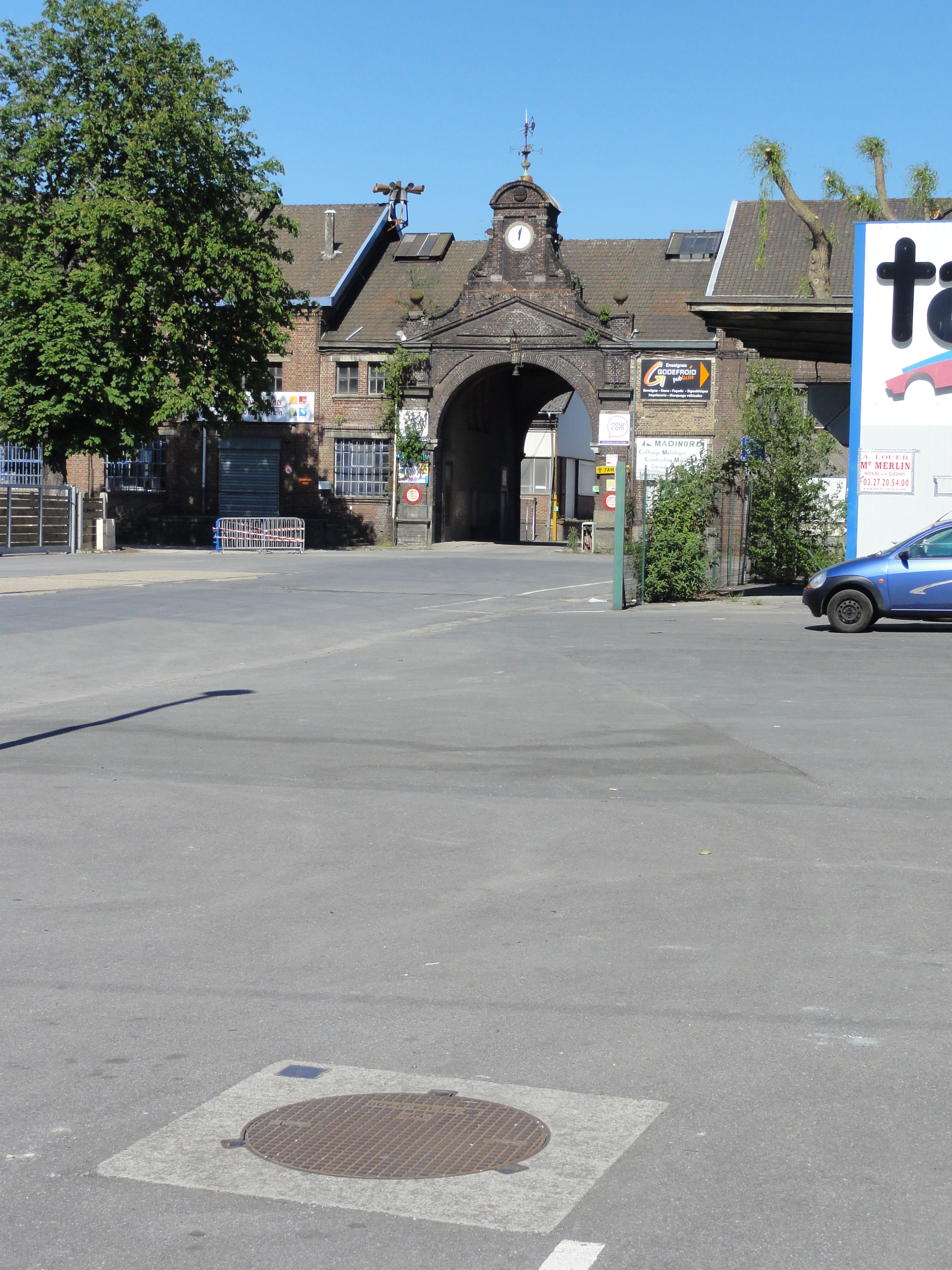
Le puits du Pavé Nord et les ateliers centraux.
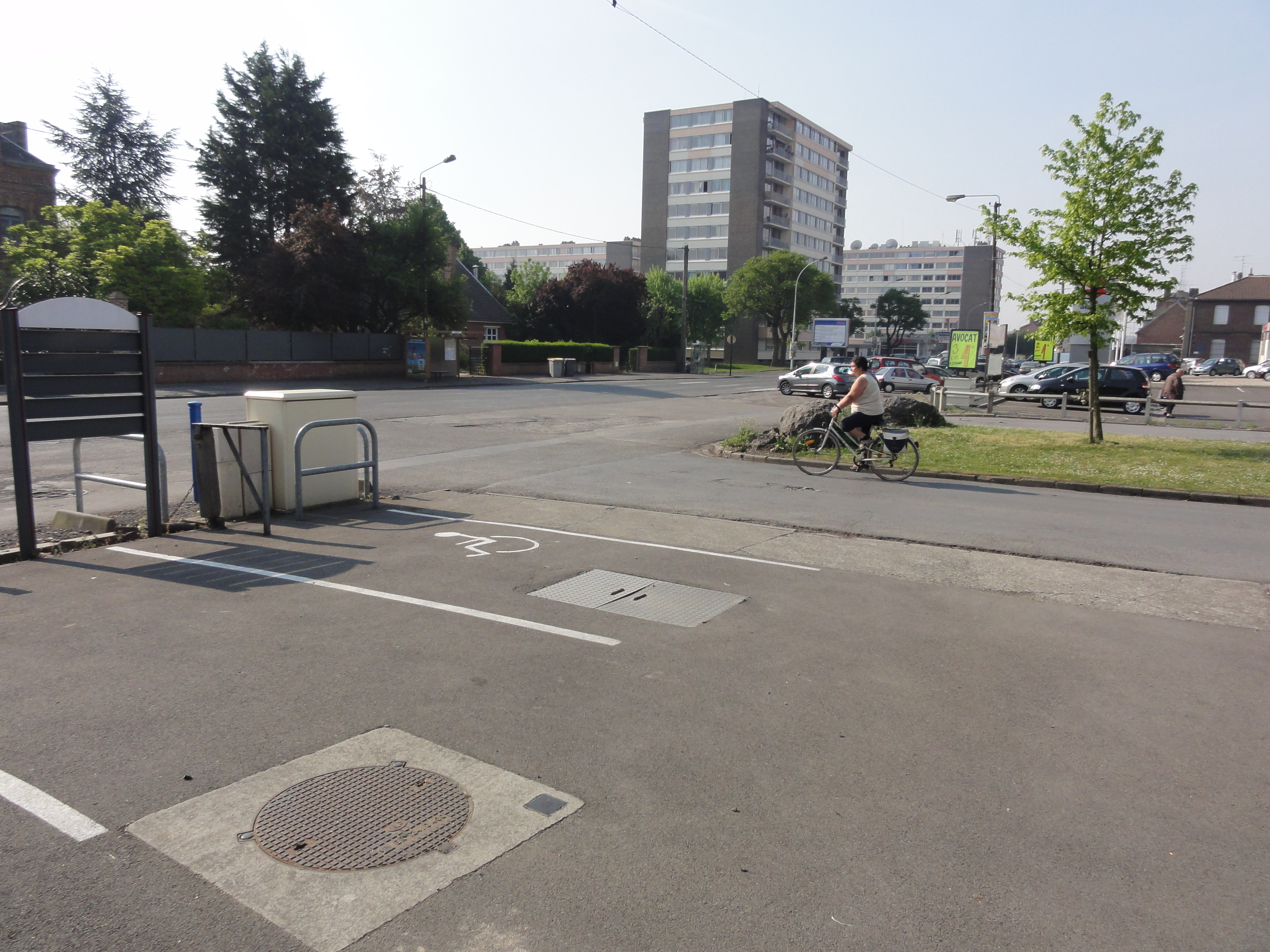
Le puits du Pavé Nord et la route principale.
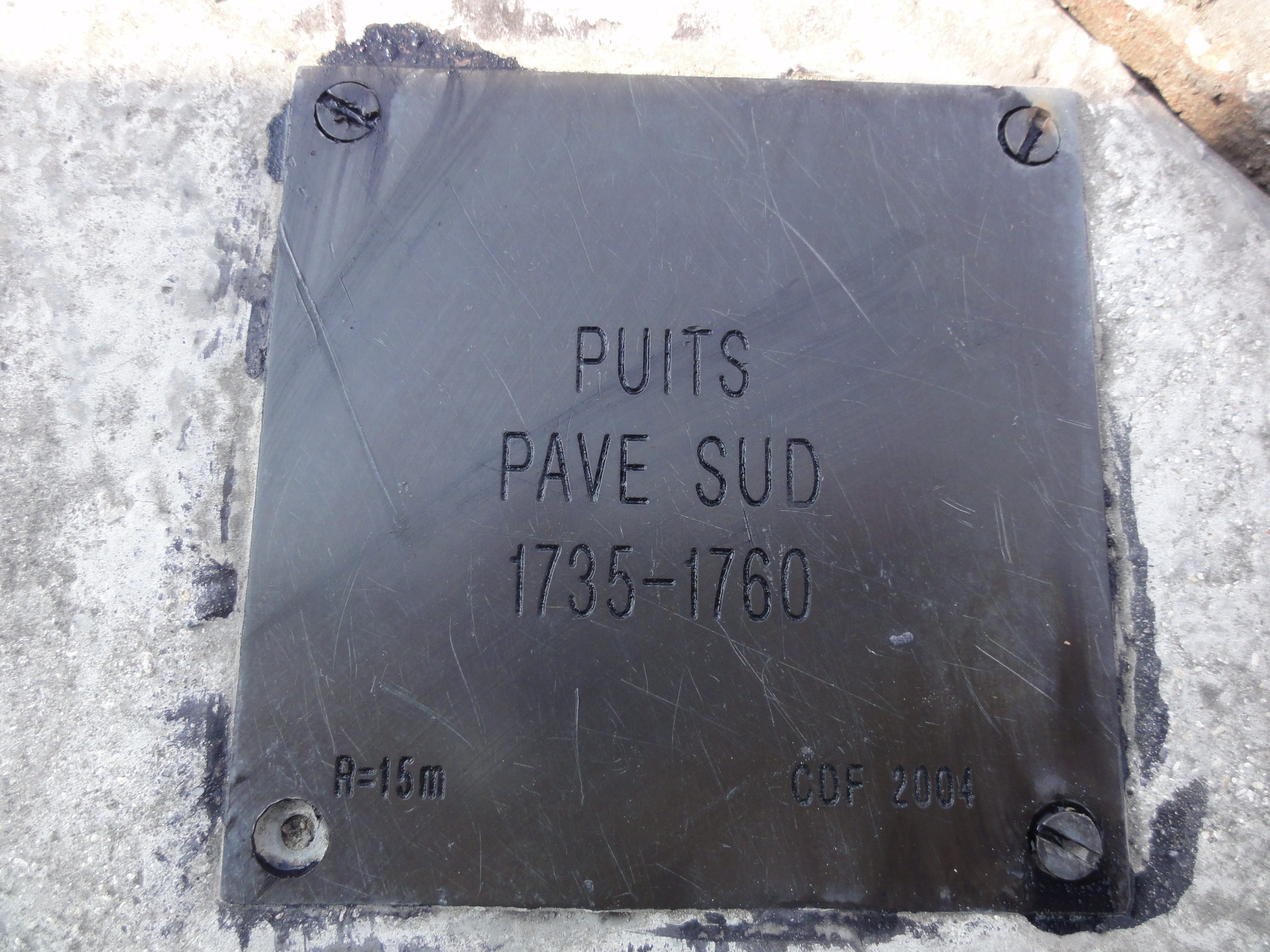
Puits Pavé Sud, 1735-1760.
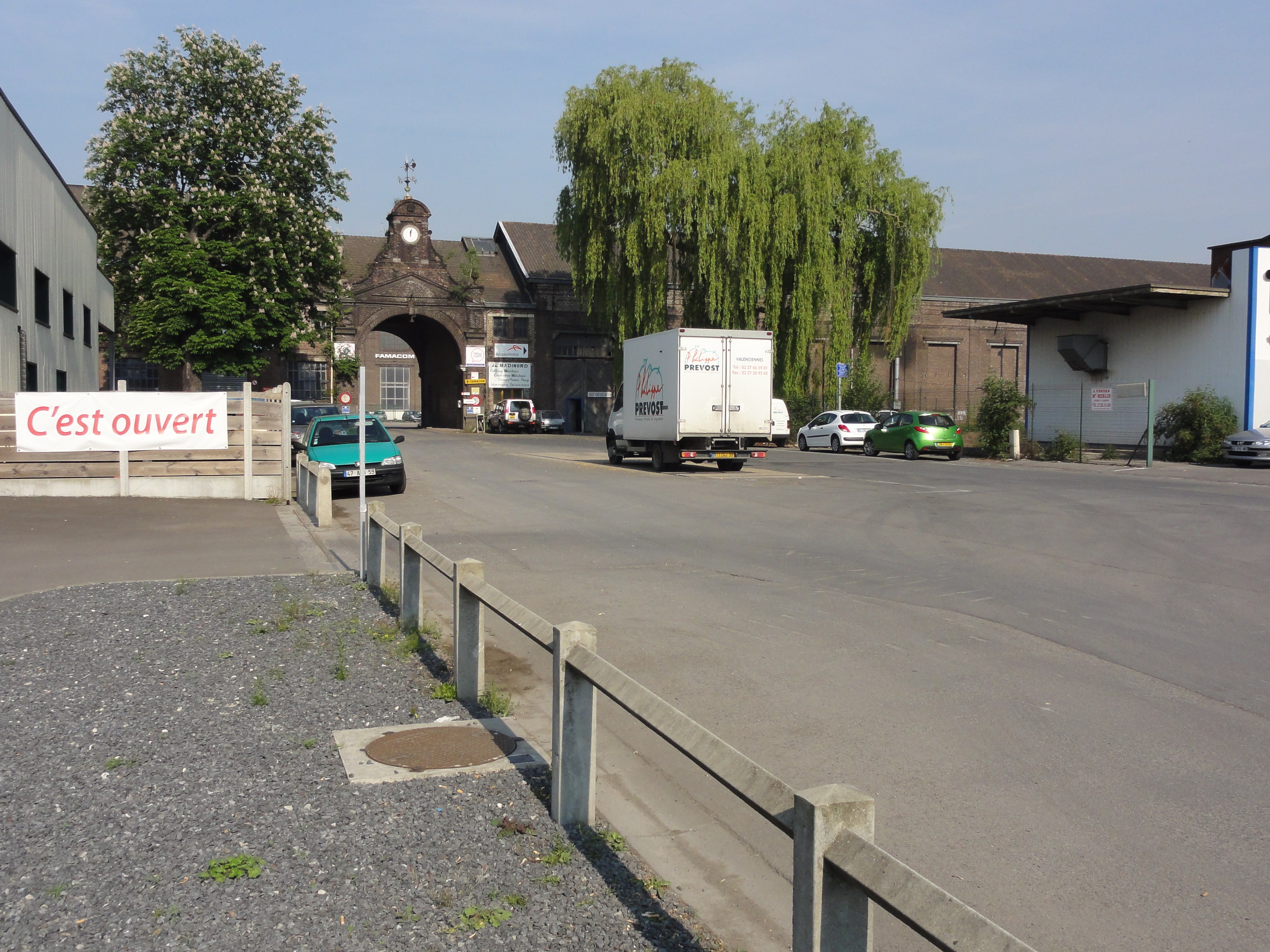
Le puits du Pavé Sud et les ateliers centraux.
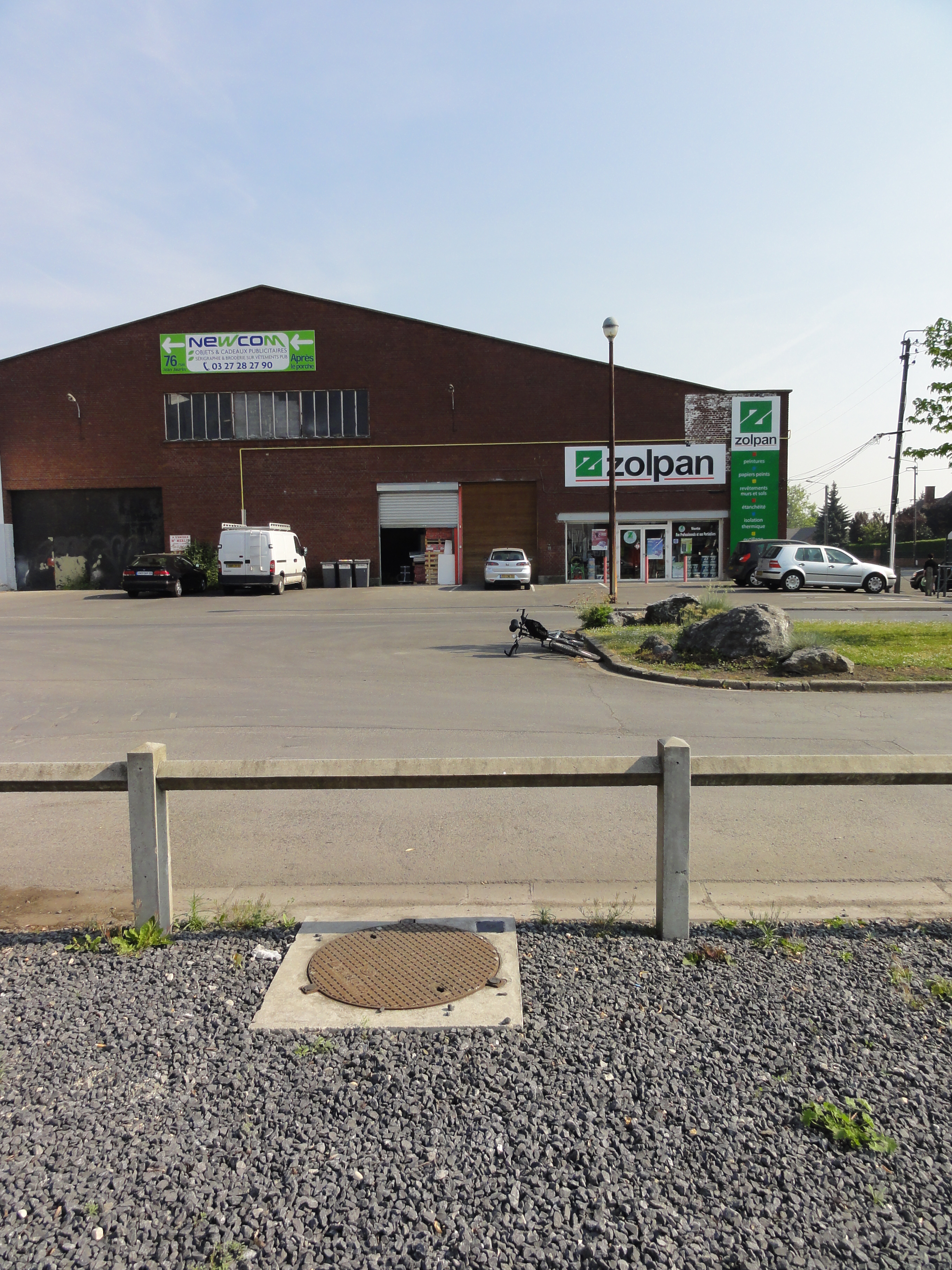
Le puits du Pavé Sud et le puits du Pavé Nord en arrière-plan.
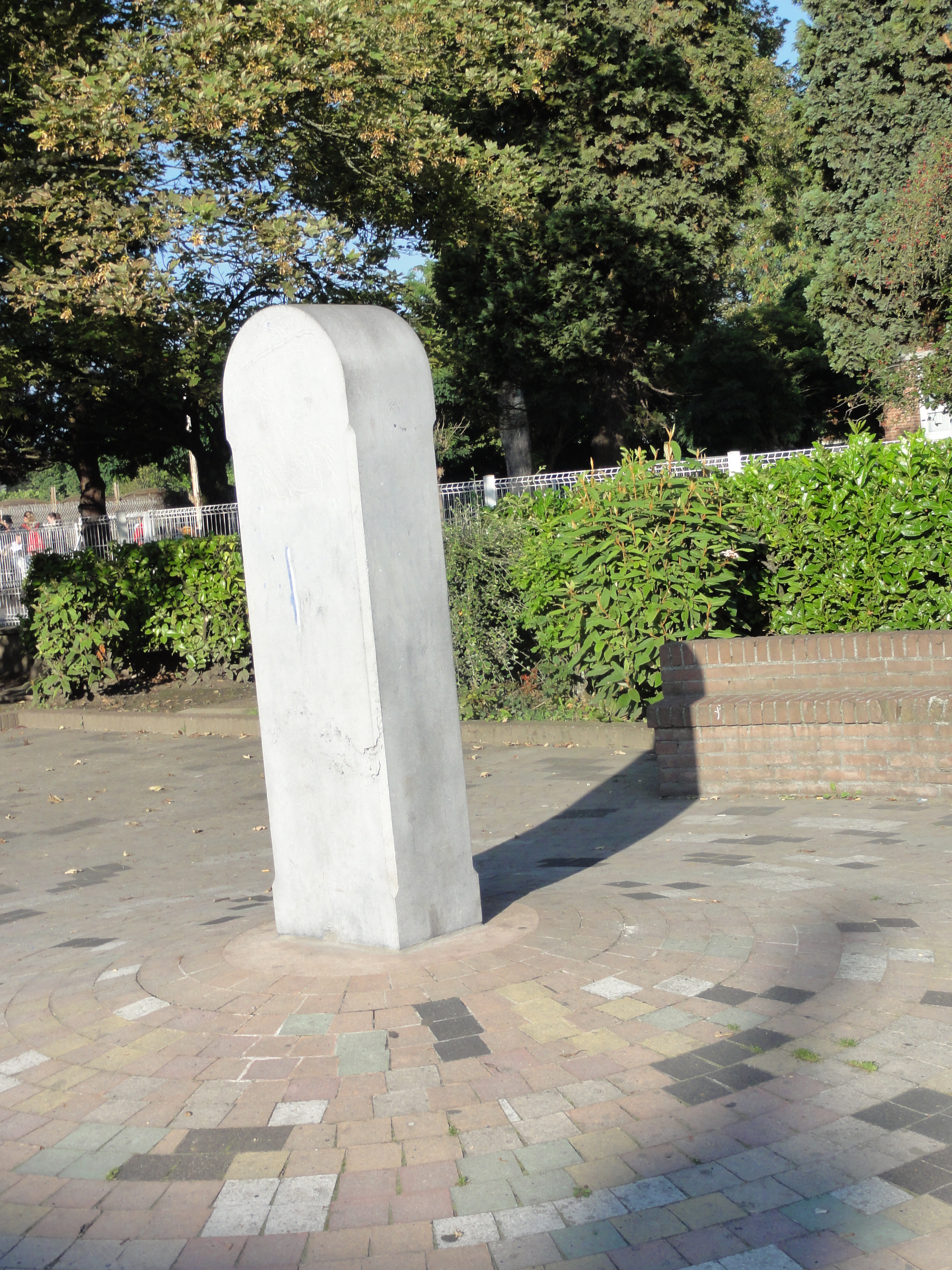
La stèle à la découverte du charbon.